# 朗巴克
朗巴克（法語：Lembach，发音：[lɑ̃bak]、[lɛmbak] 或 [lɛmbax]）是法国下莱茵省的一个市镇，位于该省北部，属于阿格诺-维桑堡区（Haguenau-Wissembourg）和赖什索芬县（Reichshoffen）。该市镇总面积48.89平方公里，2009年时的人口为1733人。

## 交通
下莱茵省省道D3线、D27线、D65线、D327线、D503线和D925线在莱姆巴克交汇。下莱茵省城际巴士310线、316线和317线经过朗巴克。

朗巴克 - Lembach
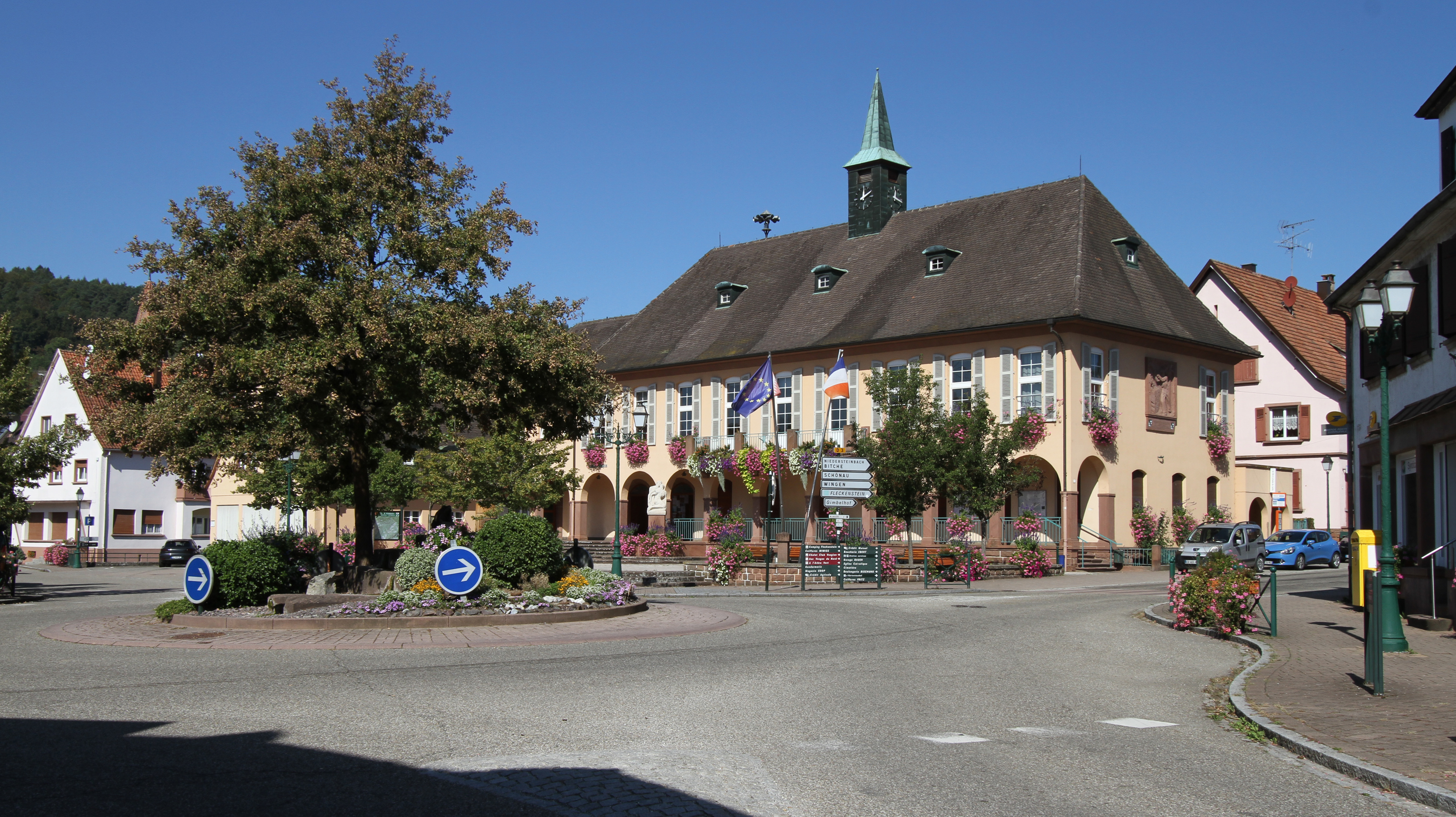
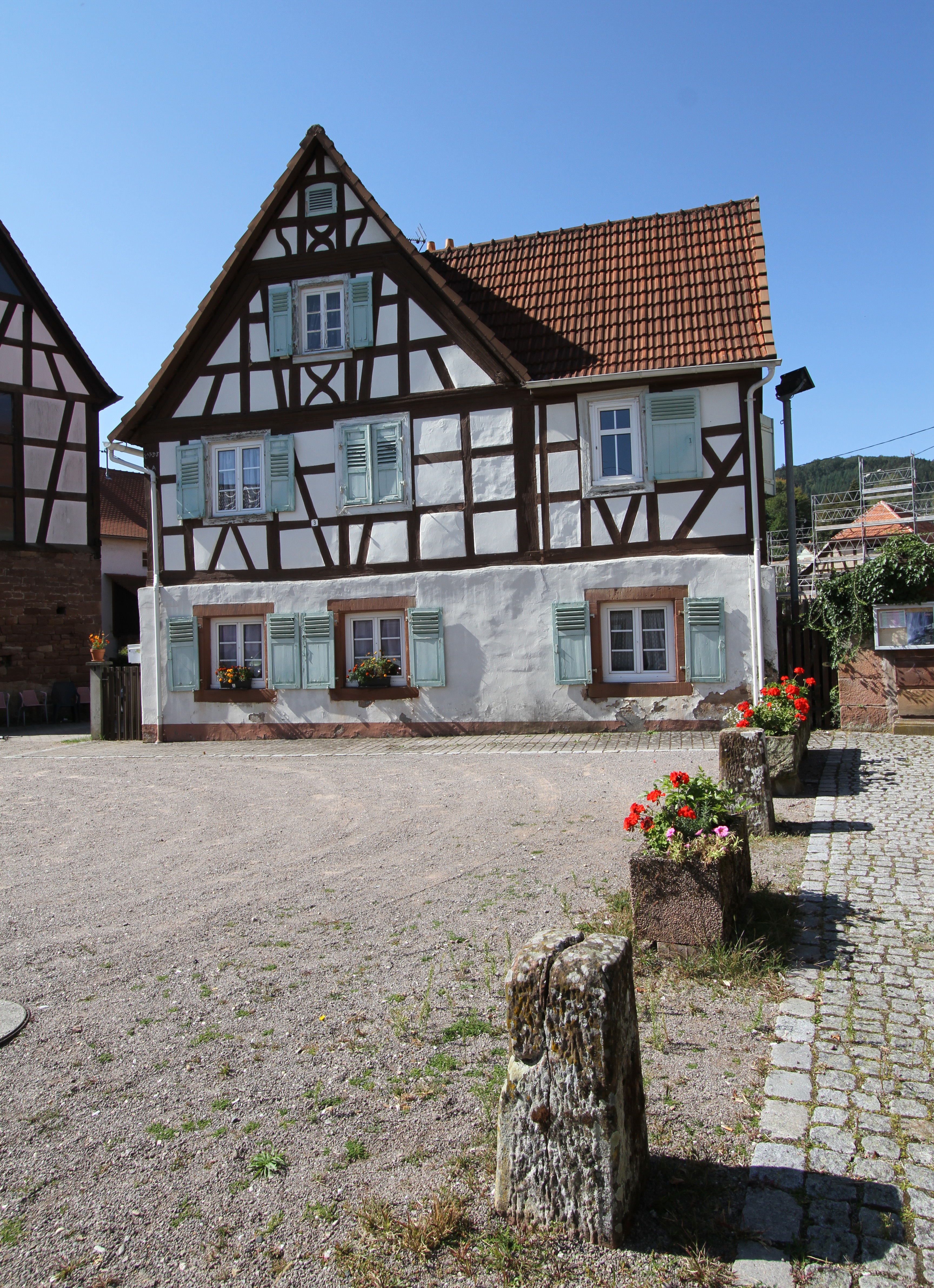
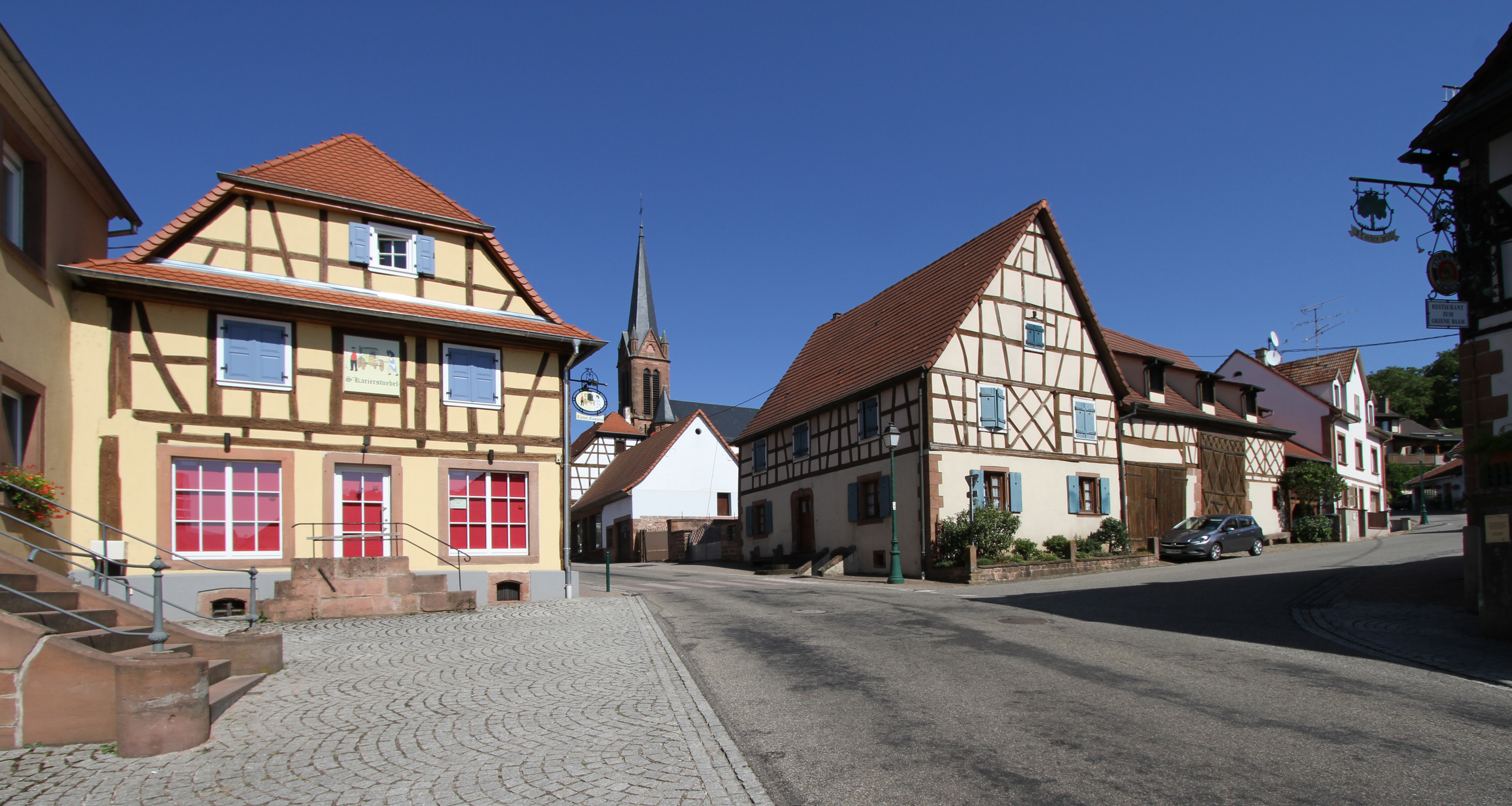
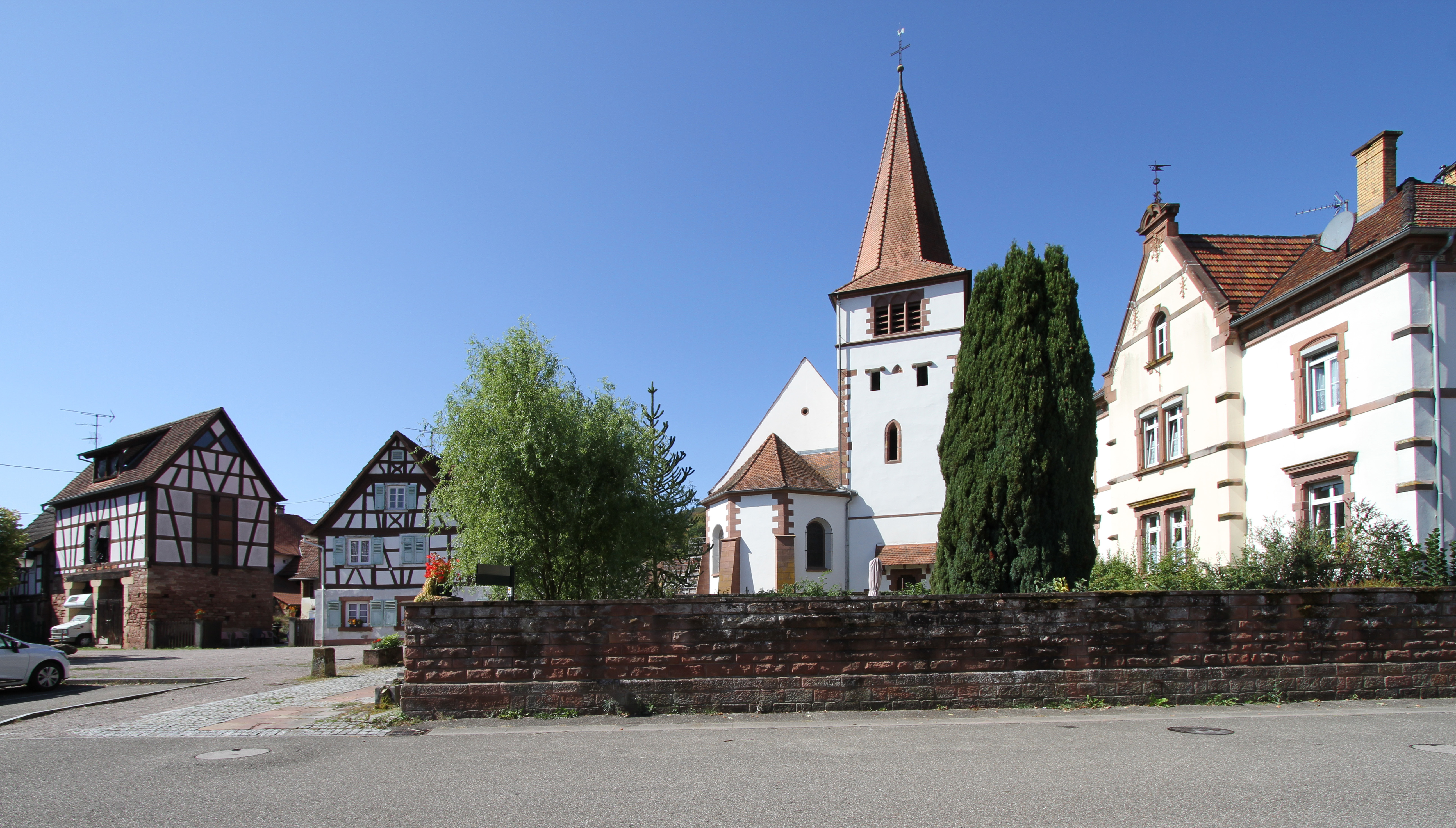
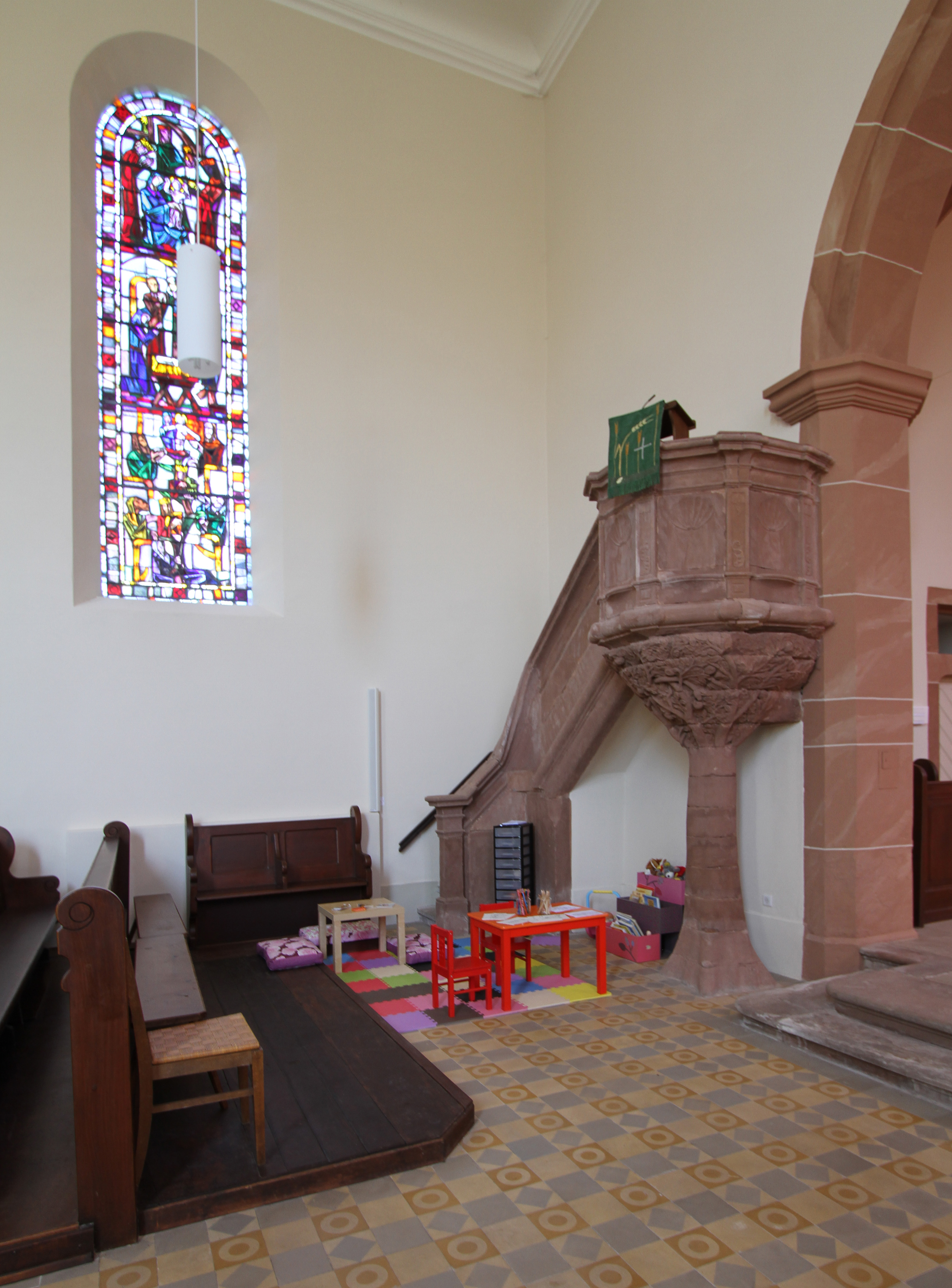
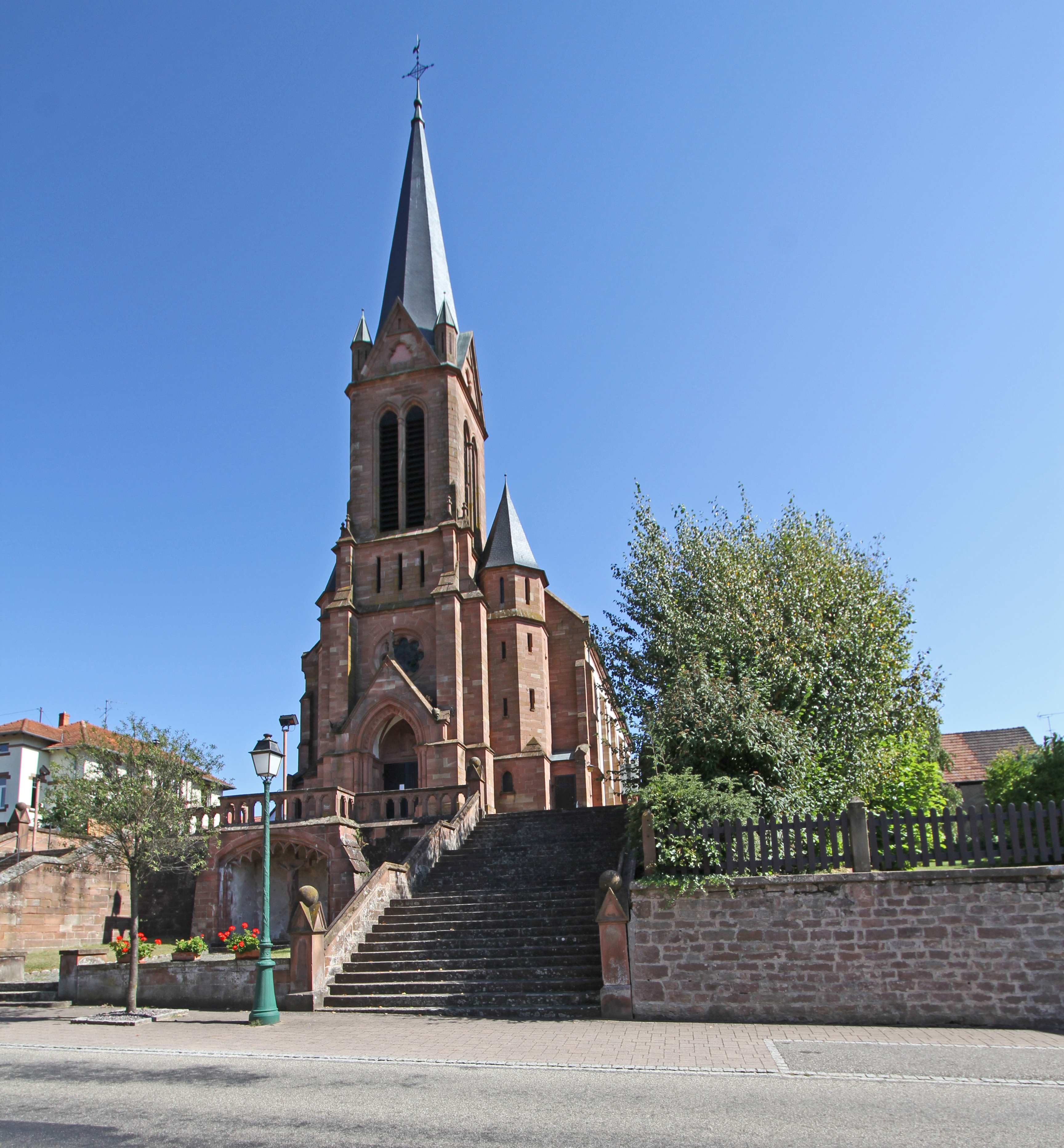
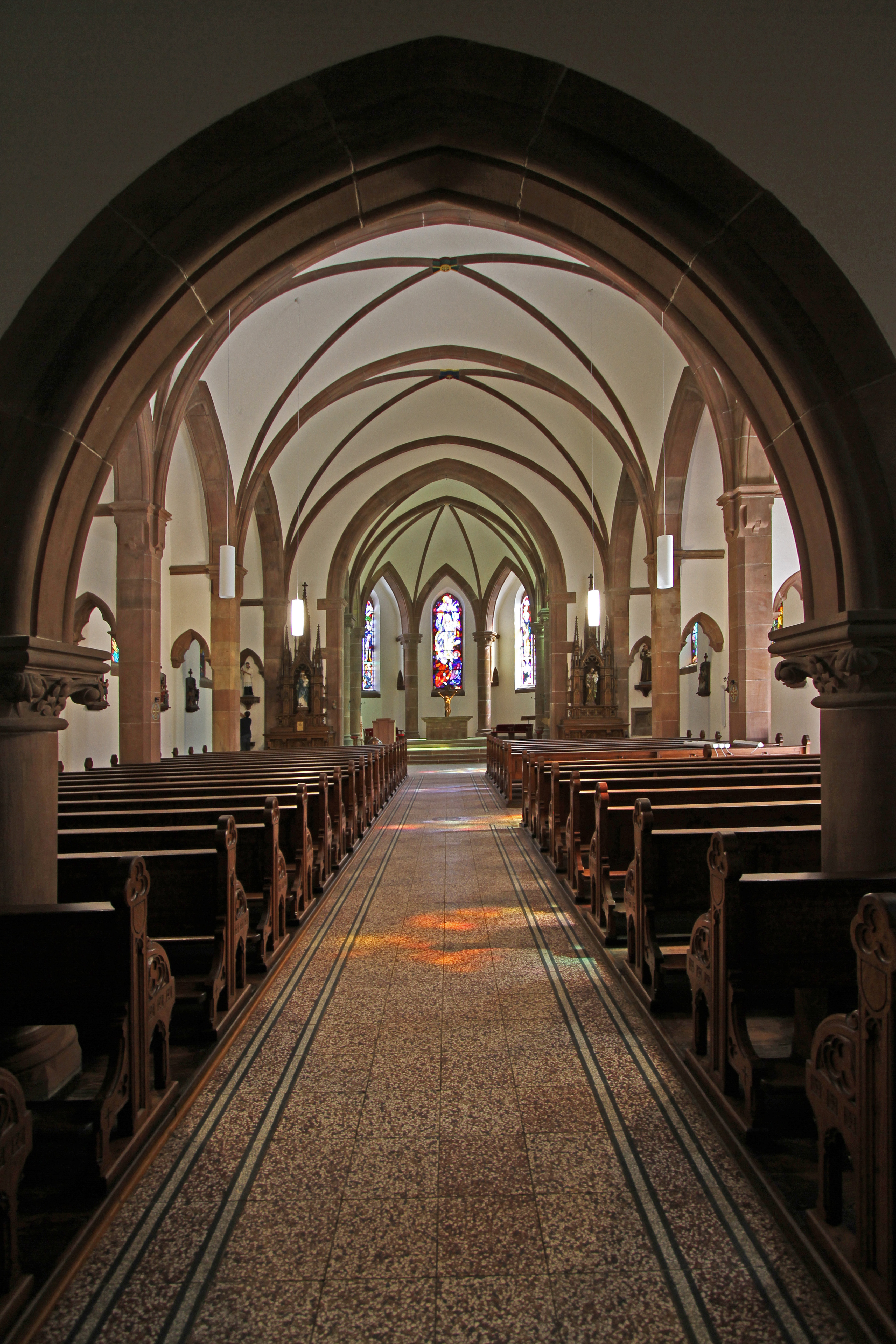
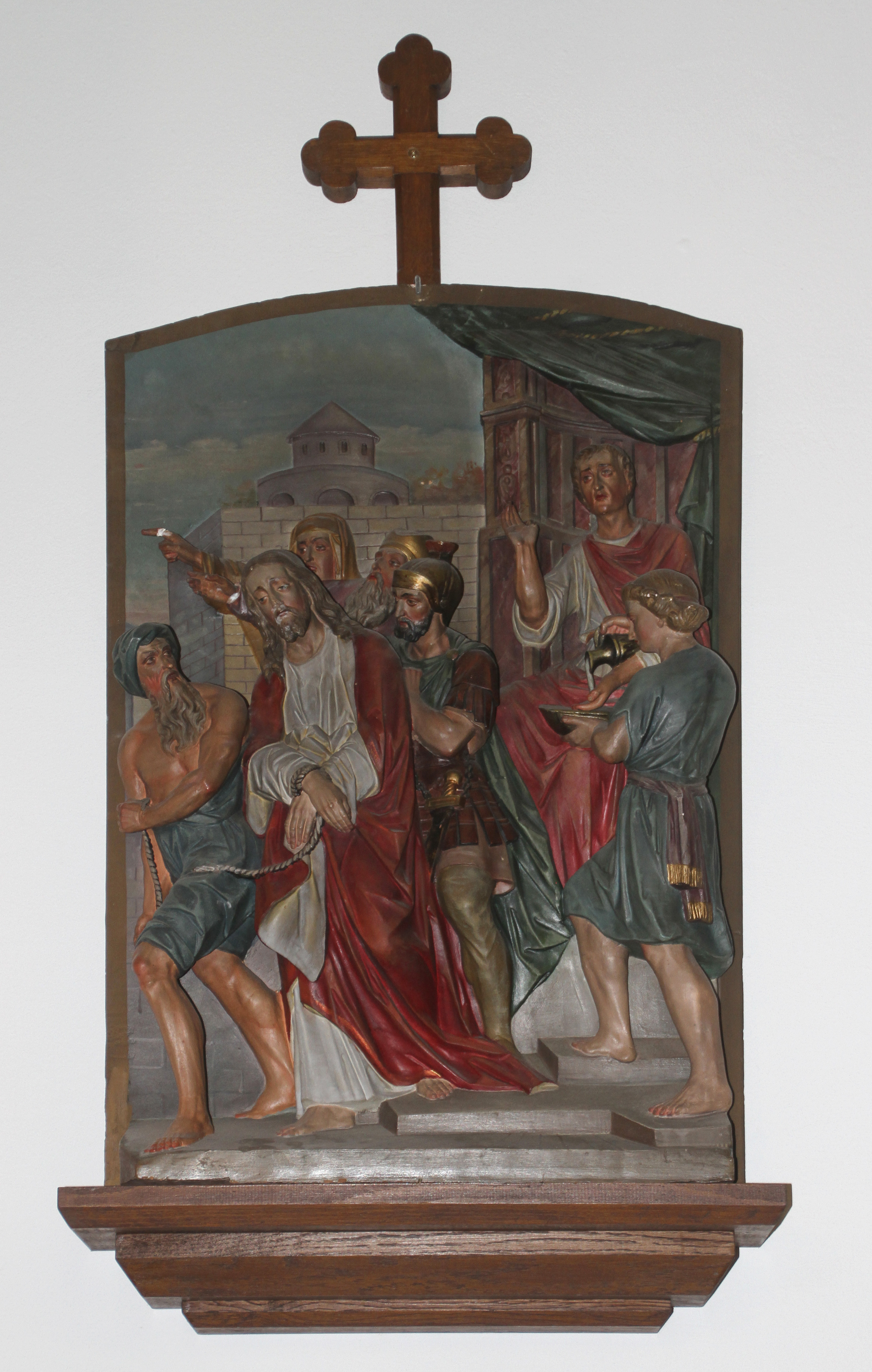

## 人口
朗巴克人口变化图示